# Бенихлеф, Амар
Амар Бенихлеф (араб. عمار بن يخلف‎, род. 11 января 1982, Алжир) — алжирский дзюдоист, чемпион и призёр чемпионатов Африки, серебряный призёр Олимпийских игр 2008 года.

## Биография
Неоднократно становился победителем и призёром континентальных турниров. В частности, является четырёхкратным чемпионом Африки (2004 — до 81 кг, 2006, 2008, 2010 — до 90 кг) и серебряным призёром Африканских игр 2007 года.
Принимал участие в афинской Олимпиаде, где выбыл в 1/8 финала. На Олимпиаде в Пекине после побед над марокканцем Мохамедом Эль-Асри, испанцем Давидом Аларсой, швейцарцем Сергеем Ашванденом и французом Ив-Матье Дефревилем уступил в финале представителю Грузии Ираклию Цирекидзе.
После олимпийского успеха стал бронзовым призёром турниров серии Grand Slam в Токио (2008 год) и Париже (2010 год), а также Средиземноморских игр в Пескаре.